# جوشلین سانچز
جوشلین سانچز (انگلیسی: Joshelyn Sánchez؛ زادهٔ ۱۶ ژوئیهٔ ۱۹۹۲) بازیکن فوتبال است.
وی همچنین در تیم‌های ملی فوتبال Ecuador women's national football team بازی کرده‌است.